# Шёлль, Фриц
Фриц Шёлль (8 февраля 1850, Веймар — 14 сентября 1919, Ротвайль) — германский филолог-классик, преподаватель, научный писатель, редактор и издатель сочинений античных классиков. Сын археолога Адольфа Шёлля и брат филолога Рудольфа Шёлля.

## Биография
Родился в интеллигентной семье и, как и его старший брат Рудольф, с детства интересовался древней историей и литературой. После завершения среднего образования поступил в 1869 году в Гёттингенский университет, где к тому времени уже учился Рудольф. Уже во 2-м семестре стал ассоциированным, а в 3-м семестре полноправным слушателем филологического семинара университета. В период с октября 1870 по август 1871 года был вынужден прервать учёбу, так как был призван на фронт в результате начала Франко-прусской войны, получил ранение в битве при Божанси и затем на протяжении нескольких месяцев лечился в военном госпитале. В зимнем семестре 1871/1872 годов вернулся к учёбе, поступив в Лейпцигский университет; в 1874 году сдал последние экзамены, в 1875 году защитил диссертацию по латинской грамматике. При этом уже с 1874 года преподавал в университете Йены, где его брат Рудольф тогда же занял должность ординарного профессора. Габилитировался в 1877 году (работу над диссертацией завершил в 1876 году, но защита была перенесена в связи со смертью его научного руководителя). После габилитации преподавал в Лейпцигском университете, в 1879 году женился; в летнем семестре 1877 года занял должность сразу ординарного профессора в Гейдельбергском университете, в котором преподавал на протяжении 42 лет почти до конца жизни. Трижды избирался деканом факультета искусств, в 1890/1891 году был проректором университета. В отставку подал в июле 1919 года и скончался спустя несколько месяцев.
Был одним из любимых учеников Ричля (его первого научного руководителя, не дожившего до защиты Шёлля) и своей первой научной работой — собранием и разъяснением свидетельств древних грамматиков о латинском ударении («De accentu linguae Latinae veterum grammaticorum testimonia», 1876) обратил на себя такое внимание своего учителя, что тот привлек его к любимому своему труду — изданию Плавта (1871—1893). После этого большого издания Шёлль вместе с Гетцем выпустил в свет в «Bibliotheca Teubneriana» — стереотипный текст Плавта (окончен в 1896 году). Плавту посвятил также много мелких статей (например, «Divinationes in Plauti Truculentum», 1884). Другие работы Шёлля касаются преимущественно интерпретации древних авторов (например, Катулла в 1876—1878 годах, также Цицерона и других) и критики их текста (например, «Zu Ciceros Ligariana», 1901; «Zwei alte Terenz-problemen», 1902). Большая их часть была напечатана в журнале «Rheinisches Museum». Его работа над редактированием произведений Цицерона была прервана смертью. Кроме того, им было написано несколько биографических статей для издания Allgemeinen Deutschen Biographie.